# Omanagallia elongata
Omanagallia elongata är en insektsart som beskrevs av Dietrich 1993. Omanagallia elongata ingår i släktet Omanagallia och familjen dvärgstritar. Inga underarter finns listade i Catalogue of Life.